# Ron Boudrie
Ronald Hermannes (Ron) Boudrie (Den Haag, 6 april 1960) is een voormalig Nederlands volleybalinternational. Hij nam tweemaal deel aan de Olympische Spelen en won hierbij in totaal één medaille.
Boudrie maakte zijn olympisch debuut op de Olympische Spelen van 1988 in Seoel. In Zuid-Korea werd het Nederlands volleybalteam vijfde. Vier jaar later bij de Olympische Spelen van 1992 in Barcelona werd hij met het Nederlands team tweede achter Brazilië.
In zijn actieve tijd was hij aangesloten bij Volleybalvereniging Martinus in Amstelveen.
Edwin Benne · Peter Blangé · Ron Boudrie · Marco Brouwers · Teun Buijs · Rob Grabert · Pieter Jan Leeuwerink · Jan Posthuma · Avital Selinger · Martin Teffer · Ronald Zoodsma · Ron Zwerver
Edwin Benne · Peter Blangé · Ron Boudrie · Henk-Jan Held · Marko Klok · Jan Posthuma · Avital Selinger · Martin Teffer · Martin van der Horst · Olof van der Meulen · Ronald Zoodsma · Ron Zwerver